# دانشمند دیوانه (فیلم)
«دانشمند دیوانه» (انگلیسی: Mad Scientist (film)) یک فیلم است که در سال ۱۹۸۸ منتشر شد. از بازیگران آن می‌توان به دانی مان و برایان کامینگز اشاره کرد.